# Гомокаліксарени

Гомокаліксарени

Гомокаліксарени (рос. гомокаликсарены, англ. homocalixarene) — каліксарени, в яких аренові кільця зв'язані групами СН2СН2.
Це робить молекулу достантньо гнучкою для того, щоб усі кільця могли розміститись в одній площині, утворюючи велике кільце, в якому одні групи розміщені всередині його (Y), а інші (Х) — назовні.
Наприклад, гомо-калікс[4]арен з полярними замісниками X та Y.